# Galium liratum
Galium liratum là một loài thực vật có hoa trong họ Thiến thảo. Loài này được N.A.Wakef. mô tả khoa học đầu tiên năm 1955.